# Escherichia coli O104:H4
Escherichia coli O104:H4 – enterohemolityczny szczep bakterii Escherichia coli odpowiedzialny za epidemiczne zachorowania, które rozpoczęły się na terenie Niemiec od połowy maja 2011. Wydziela on  tzw. werotoksynę, która może uszkadzać naczynia włosowate, przede wszystkim w nerkach, płucach, mózgu i sercu. 
Zachorowania objawiają się biegunką, a w około 1/4 przypadków mogą prowadzić do zagrażającego życiu zespołu hemolityczno-mocznicowego i hemolizy erytrocytów, czego skutkiem jest niewydolność nerek.
Szczep E. coli O104:H4 do tej pory był bardzo rzadko izolowany w różnych krajach świata. W kilku krajach europejskich, USA, Argentynie i Nowej Zelandii izolowano go od zdrowych zwierząt, a w Europie, Korei i USA także od pacjentów. Jednak dotychczas nie odnotowano ogniska zatrucia pokarmowego wywołanego przez ten szczep E. coli.
Badania w Beijing Genomics Institute (BGI) wykazały, że szczep ten nabył pewne zdolności enteroagregacyjnego szczepu E. coli (EAggEC) poprzez poziomy transfer genów.
Sekwencjonowanie i analiza genomu E. coli O104:H4 przeprowadzone przez dwie niezależne grupy badaczy (grupa Alexandra Mellmanna z University Hospital of Munster oraz grupa naukowców z Beijing Genomics Institute i University
Medical Center Hamburg-Eppendorf) wskazują, że bakteria ta wyewoluowała ze szczepu wykrytego w 2001 roku w niemieckim mieście Münster. Szczep z roku 2011 odznacza się jednak znacznie większą toksycznością. Bakteria jest oporna na antybiotyki z ośmiu różnych grup lekowych.